# Jean-Eudes Maurice
Jean-Eudes Maurice (Alfortville, 21 de junho de 1986) é um futebolista Haitiano que atua como atacante. Atualmente defende o UR Namur.